# 1999 JC4
1999 JC4 är en asteroid i huvudbältet som upptäcktes den 10 maj 1999 av LINEAR i Socorro County, New Mexico.
Den tillhör asteroidgruppen Hungaria.